# Servicio Español para la Internacionalización de la Educación
El Servicio Español para la Internacionalización de la Educación (SEPIE) es un organismo público español, adscrito al Ministerio de Ciencia, Innovación y Universidades, que dirige la política exterior española en el ámbito de la educación superior, a través de proyectos como el Programa Erasmus europeo y la divulgación en el exterior de la oferta educativa española.

## Historia
El organismo autónomo fue creado por la Disposición Adicional Cuadragésima Sexta de la Ley 42/2006, de 28 de diciembre, de Presupuestos Generales del Estado para el año 2007 bajo la denominación de Organismo Autónomo de Programas Educativos Europeos (OA-PEE) y adscrito al entonces Ministerio de Educación y Ciencia. En julio de 2007 se aprobó su Estatuto.
En septiembre de 2014, se aprobó la Ley 15/2014, de 16 de septiembre, de racionalización del Sector Público y otras medidas de reforma administrativa, que integró en el organismo autónomo las funciones de internacionalización del sistema universitario que antes venía ejerciendo la Fundación para la Proyección Internacional de las Universidades Españolas. Con este cambio, pasó a denominarse Servicio Español para la Internacionalización de la Educación (SEPIE).

## Organigrama
El SEPIE se organiza a través de dos tipos de órganos de gobierno; colegiados y unipersonales:

### Órganos colegiados
- El Consejo Rector. Integrado por los órganos unipersonales del Organismo y por representantes de los Ministerios de Trabajo y Economía Social y de Asuntos Exteriores, Unión Europea y Cooperación, del Consejo de Universidades y de las comunidades autónomas. El Consejo Rector es responsable de aprobar las líneas generales de actuación del SEPIE así como controlar su ejecución.
- El Comité de Coordinación y Control Interno. Integrado por directores y subdirectores generales de los ministerios competentes. Se encarga de conocer toda la información relativa a la actuación del Organismo y proponer mejoras.

### Órganos unipersonales
- El Presidente. Ostenta la representación del Organismo, preside el Consejo Rector, aprueba los gastos, la ordenación de pagos así como firma los contratos que supongan compromisos económicos. La Presidencia es ostentada por el titular de la Secretaría General de Universidades.
- El Vicepresidente. Sustituye al Presidente cuando corresponde y ejerce las funciones que le delegue este o el Consejo Rector.
- El Director. Es el órgano ejecutivo del Organismo. Posee rango de subdirector general y se encarga de la dirección, gestión e inspección del SEPIE. Del director dependen todos los órganos de gestión, que son:
  - La Unidad de Coordinación.
  - La Unidad de Educación Superior.
  - La Unidad de Formación Profesional.
  - La Unidad de Educación Escolar y de Personas Adultas.
  - La Unidad de Evaluación y Control.
  - La Unidad de Internacionalización de la Educación Superior Española.